# Salangidae

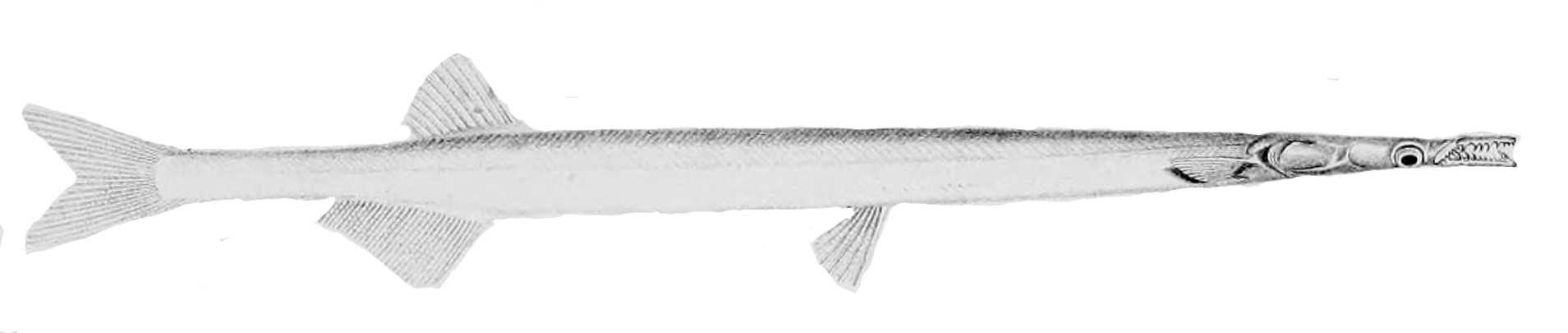
Salanx chinensis

Salangidae è una famiglia di pesci ossei d'acqua dolce, salmastra e marina appartenente all'ordine Osmeriformes.

## Distribuzione e habitat
La famiglia è endemica dell'Asia sudorientale. Sono pesci prevalentemente d'acqua dolce ma alcuni sono anadromi e passano gran parte della vita in mare tornando in acqua dolce solo per la riproduzione.

## Descrizione
Hanno aspetto molto allungato e sottile, le pinne dorsali sono due di cui la seconda adiposa. Il corpo è trasparente e privo di scaglie (solo i maschi adulti hanno una fila di squame lungo la base della pinna anale). La testa è schiacciata. Denti numerosi. Lo scheletro è poco mineralizzato.
Protosalanx hyalocranius supera i 22 cm ed è la specie più grande, le altre in maggioranza non superano i 15 cm.

## Biologia
Questi pesci presentano caratteri giovanili anche allo stadio adulto (neotenia).

## Specie
- Genere Hemisalanx
  - Hemisalanx brachyrostralis
- Genere Leucosoma
  - Leucosoma reevesii
- Genere Neosalangichthys
  - Neosalangichthys ishikawae
- Genere Neosalanx
  - Neosalanx anderssoni
  - Neosalanx argentea
  - Neosalanx brevirostris
  - Neosalanx hubbsi
  - Neosalanx jordani
  - Neosalanx oligodontis
  - Neosalanx pseudotaihuensis
  - Neosalanx reganius
  - Neosalanx taihuensis
  - Neosalanx tangkahkeii
- Genere Protosalanx
  - Protosalanx chinensis
  - Protosalanx hyalocranius
- Genere Salangichthys
  - Salangichthys microdon
- Genere Salanx
  - Salanx ariakensis
  - Salanx chinensis
  - Salanx cuvieri
  - Salanx prognathus[2]